# Stanovice (okres Karlovy Vary)
Stanovice (německy Donawitz) jsou obec v okrese Karlovy Vary v Karlovarském kraji. Leží na návrší na levém břehu Lomnického potoka, na kterém byla v letech 1973–1978 vybudována nádrž Stanovice zásobující pitnou vodou Karlovy Vary a okolí. Obec má čtyři části: dva kilometry vzdálené Nové Stanovice, tři kilometry vzdálený Dražov a pět kilometrů vzdálené Hlinky. Celkem v nich žije 652 obyvatel. V obci se nacházejí tři architektonické památky: statky s budovami franckého typu se zděným přízemím, hrázděným patrem a zdobenými štíty.

## Historie

### Raná historie
První písemná zmínka o obci pochází z roku 1358. Původ obce je zřejmě slovanský, vzhledem k nejstaršímu známému názvu "Stanovišť" (ve významu stanoviště či hlídka). Další dochované tvary názvu jsou Tanovic, Donavic a Donawitz. Ještě před nejstarší zmínkou o obci se dochoval záznam o stanovickém kostele z 19. června 1358. V roce 1407 se vesnice stala majetkem Oldřicha Zajíce z Reisenenburka. V době po husitských válkách přešel kraj pod správu německého rodu Šliků. Z let 1771–1772 je dochována zpráva o kruté zimě a velkém hladomoru. V průběhu doby se pod správu obce Stanovice přidávaly a zase se oddělovaly okolní menší obce: dnešní Dražov (roku 1976), Nové Stanovice a Hlinky (roku 1976).

### Poválečná historie
V roce 1930 čítala samotná část obce Stanovice 924 obyvatel. V době konce druhé světové války čítala obec Stanovice kolem 1300 občanů, vesměs německé národnosti. Dále 165 uprchlíků z Německa a z Horního Slezska a 81 ze Slovenska. Směrem na Nové Stanovice byly po válce objeveny tři hroby se šesti oběťmi pochodu smrti. Po konci války došlo k odsunu sudetských Němců, a tím i ke značnému poklesu počtu obyvatel, který pomalu opět zvyšovali nově příchozí osídlenci, zejména české a slovenské, ale i několika dalších národností. Po odsunu zůstalo pouze 20 německých rodin odborníků pracujících jako horníci či v březovské porcelánce a antifašistů. V roce 1955 bylo v obci Stanovice celkem 394 obyvatel, z toho 171 občanů české, 26 slovenské, 62 německé, osm maďarské a pět rusínské národnosti. Dětí bylo 174.
Na konci druhé světové války měla obec 139 čísel popisných. Po odsunu zůstaly některé usedlosti neobydleny. Během následujících let bylo 31 budov zbouráno a rozebráno pro jejich špatný stav, dalších 26 bylo využito jako hospodářské budovy. Materiál z většiny bouraných budov byl použit na stavbu nové stáje JZD. Obyvatelé obce byli v té době rozdělení do dvou táborů, část jich podporovala společné hospodaření v některém z typů družstva (JZD) a druhá část chtěla hospodařit sama na svém. Koncem roku 1949 vznikl v obci přípravný výbor JZD a 2. září 1950 bylo po ujednání slavnostně s hudbou provedeno rozorání mezí. V roce 1949 se Stanovice staly střediskem újezdu, do kterého náležely obce Dražov, Teplička, Kolová, Háje (přejmenovaný Funkenstein), Pila a Stanovice.
Již na konci roku 1945 se v obci utvořil český sbor dobrovolných hasičů, který převzal vybavení po Němcích. Původní německý hasičský spolek byl založen již v roce 1877. V obci byl založen fotbalový klub a v roce 1948 byl sloučen s tělocvičnou jednotou Sokol. V roce 1955 působily v obci s větší či menší aktivitou oficiálně tyto spolky: Hasičská jednota, nově vzniklý Svazarm a Pionýři, Československý svaz mládeže, místní odbočka SČSP, vesnická organizace KSČ, Osvětová beseda a tělovýchovná jednota Sokol.
Nedaleko obce Stanovice došlo v roce 1951 k přestřelce. V noci ze 14. na 15. října 1951 došlo k zřejmě k největšímu hromadnému útěku z komunistických lágrů. Jedenácti vězňům se podařilo uprchnout z šachty č. 14 jáchymovských uranových dolů nedaleko Horního Slavkova. Útěk se skupině nezdařil, druhý den byla většina uprchlých vězňů chycena či zastřelena u Stanovic. Z obklíčení se podařilo uniknout jen Františku Čermákovi, který byl později zastřelen při přechodu státních hranic u Malacek, a Miroslavu Hasilovi, který se dostal až do Dolních Bojanovic, kde byl později prozrazen Státní bezpečnosti. Není jasné, zda se zastřelil sám, nebo ho zastřelil příslušník StB. Z jedenácti útěkářů přežili jen Karel Kukal a Zdeněk Štich, ostatní byli buď zastřeleni na útěku či odsouzeni k trestu smrti.
Ve Stanovicích působil od sedmdesátých let 20. století do roku 2019 farář Josef Mixa, nositel titulu monsignore, který sem byl přeložen v rámci komunistické perzekuce. Od roku 1836 se dochovala kronika farnosti a od roku 1914 i válečná a následně další kroniky obce až do současnosti. Tyto kroniky jsou k dispozici v naskenované podobě na internetu.

## Obyvatelstvo
Při sčítání lidu v roce 1921 ve vsi žilo 854 obyvatel (z toho 391 mužů), z nichž bylo 849 Němců a pět cizinců. Až na jednoho evangelíka byli římskými katolíky. Podle sčítání lidu z roku 1930 měla vesnice 924 obyvatel: dva Čechoslováky, 918 Němců a čtyři cizince. Kromě čtyř evangelíků a sedmi lidí bez vyznání se hlásili k římskokatolické církvi.
| Rok            | 1869  | 1880  | 1890  | 1900  | 1910  | 1921  | 1930  | 1950 | 1961 | 1970 | 1980 | 1991 | 2001 | 2011 | 2021 |
| -------------- | ----- | ----- | ----- | ----- | ----- | ----- | ----- | ---- | ---- | ---- | ---- | ---- | ---- | ---- | ---- |
| Počet obyvatel | 2 603 | 2 733 | 2 682 | 2 745 | 2 581 | 2 358 | 2 368 | 698  | 670  | 616  | 543  | 457  | 489  | 564  | 571  |
| Počet domů     | 330   | 334   | 343   | 349   | 350   | 351   | 378   | 290  | 161  | 138  | 128  | 145  | 151  | 176  | 188  |

## Obecní správa

### Části obce
- Stanovice
- Dražov
- Hlinky
- Nové Stanovice

### Obecní symboly
Znak a vlajka byly obci uděleny rozhodnutím předsedkyně Poslanecké sněmovny Parlamentu České republiky dne 14. června 2013.

## Pamětihodnosti
- Dům čp. 1, tzv. selský dvůr Stanovice, dříve zvaný Hainův dvůr, býval i v minulosti nejvýstavnějším ve farnosti. Jedná se o několik budov franckého typu se zděným přízemím a hrázděným patrem s typickým zdobením štítu. Po roce 1883 se sem vrátil a na penzi usadil Dr. Antonín Hain, který je jednou z nejvýznamnějších postav obce. V současné době je po navrácení majitelům v restituci celý dvůr nově kompletně zrestaurován a tvoří dominantu obce.
- Dům čp. 72, původních majitelů rodu Kuglerů, je další typickou stavbou franckého typu s hrázděným patrem.
- Kostel Zjevení Páně – původní gotický kostel v centru obce je zmiňován již ve 14. století. Nově byl kostel na místě původního založen roku 1678 v raně barokním stylu. Na jeho stavbě se podílel i zednický mistr M. Hergert z Ostrova.[4] Po požáru byl kostel v roce 1904 obnoven do dnešní podoby.[13] Součástí zařízení jsou varhany z roku 1904 od Wilhelma Schussera. Ve čtvercové věži na západním průčelí je umístěn funkční manuálně natahovaný hodinový stroj s vyzváněním.

### Vodní dílo Stanovice
V letech 1972 až 1978 byla zbudována na Lomnickém potoce vodní nádrž Stanovice, určená pro zásobování Karlových Varů a okolí pitnou vodou. Sypaná hráz má výšku přes 60 metrů a je v ní umístěna malá vodní elektrárna. Po koruně hráze vede místní silniční komunikace spojující obce Stanovice a Kolová. Nedaleko hráze se tyčí železobetonová odběrná věž spojená s břehem ocelovým příhradovým mostem. V údolí potoka byl na místě dnes zatopeném přehradou stanovický mlýn čítající několik budov a kapli. Celková plocha nádrže je 127 ha. Nádrž je v ochranném pásmu se zákazem přístupu.

## Fotogalerie

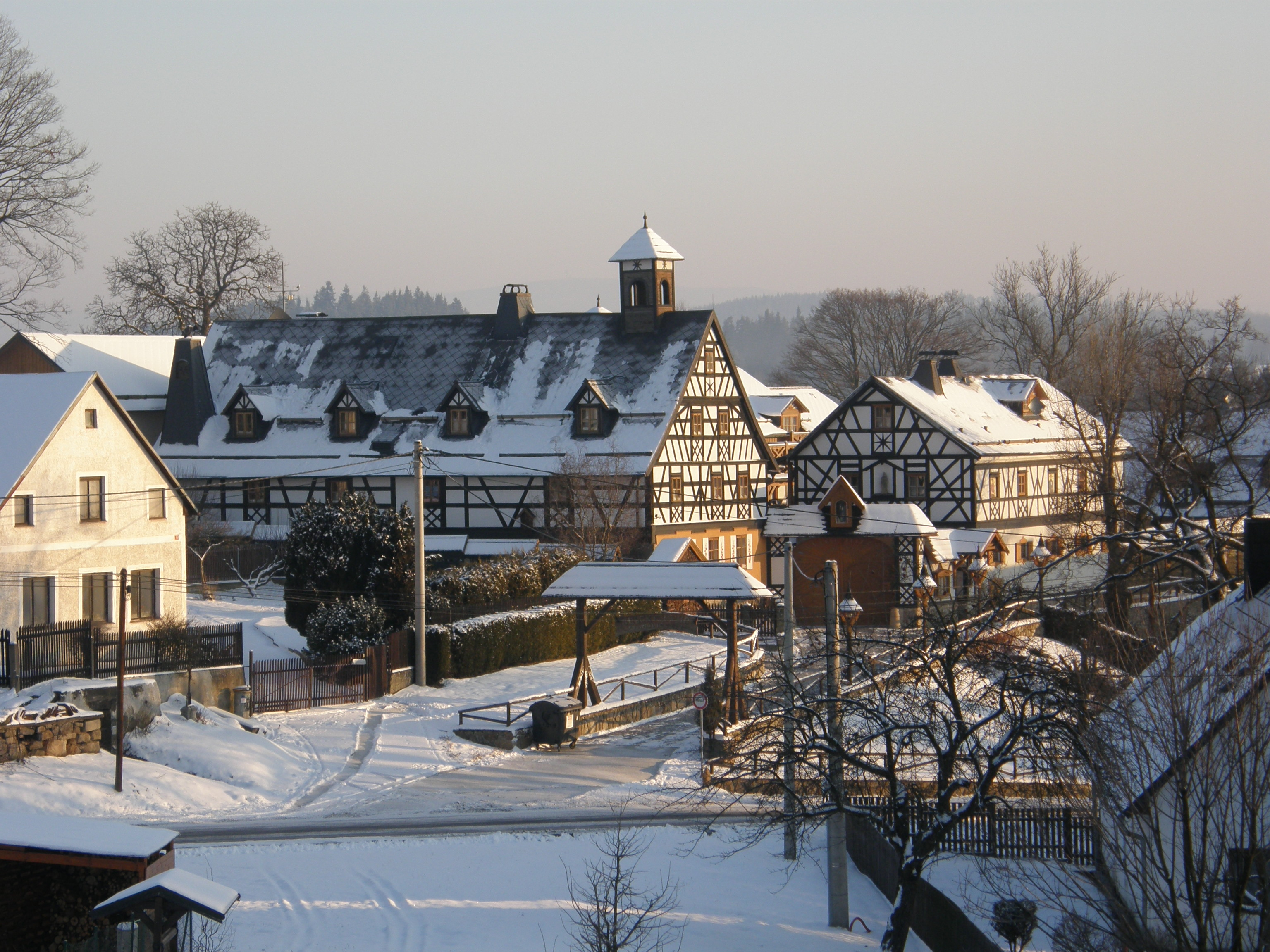
Selský statek Stanovice, hlavní vjezd
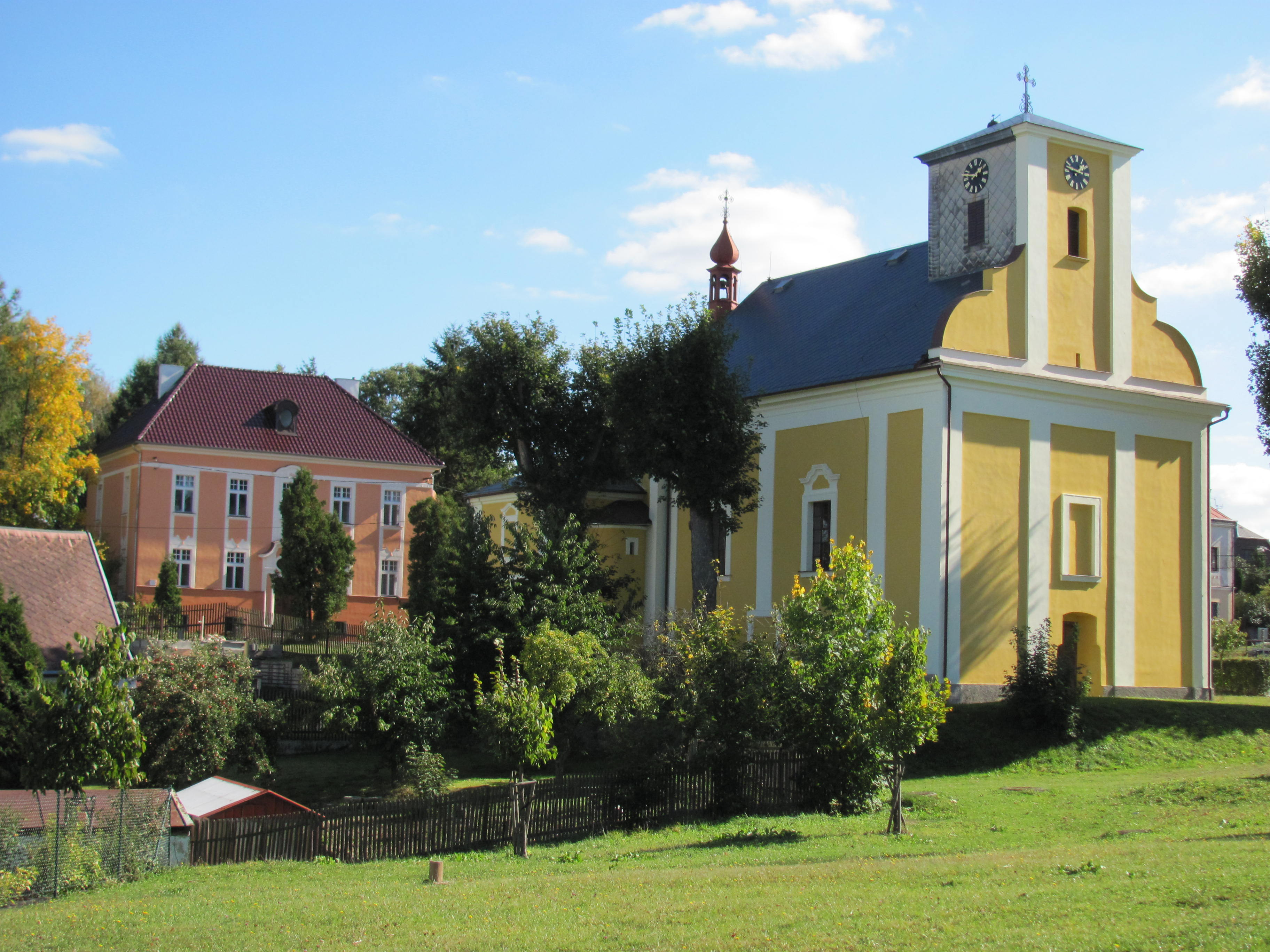
Stanovice, kostel Zjevení Páně a fara
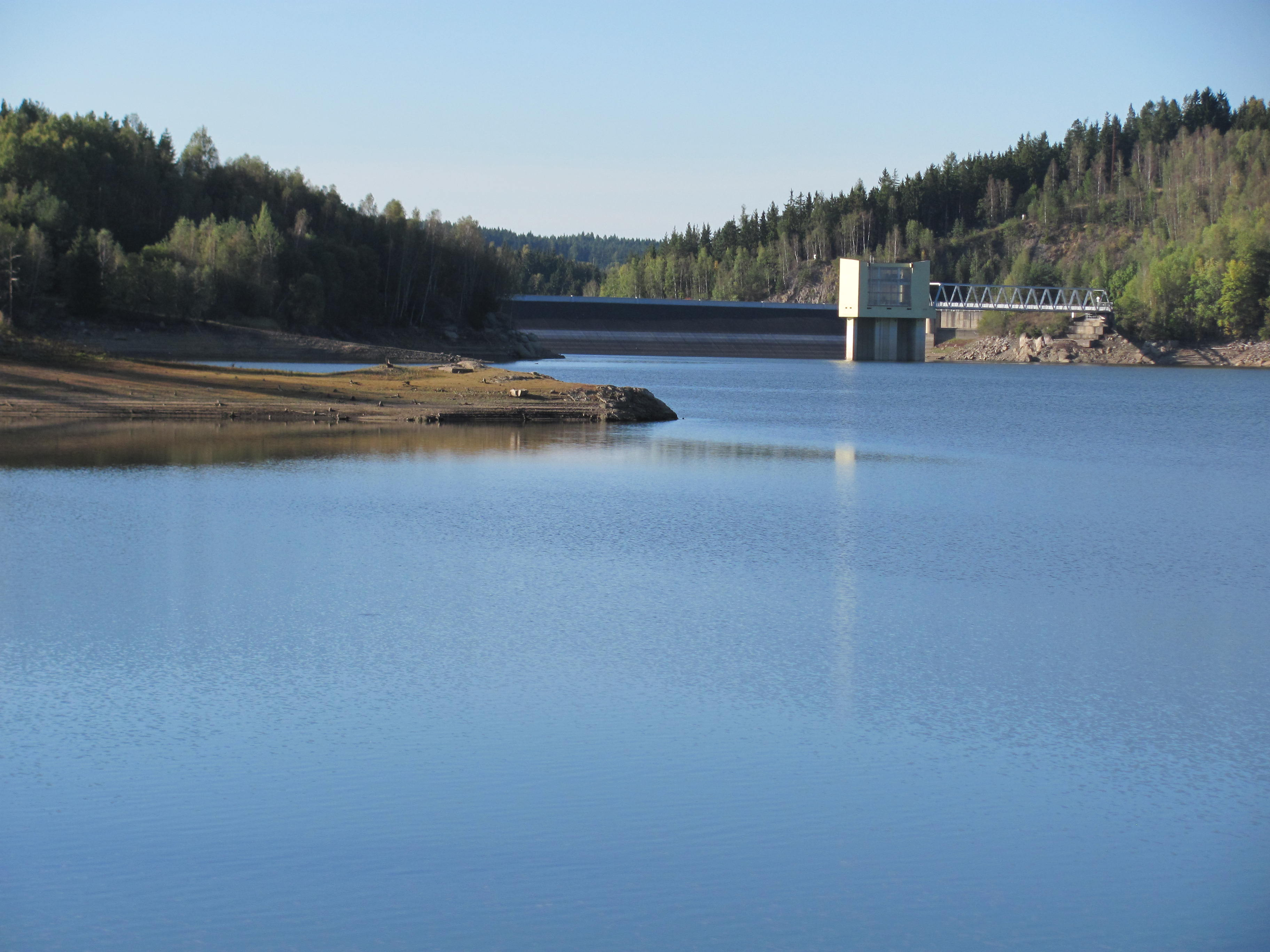
Vodní dílo Stanovice – hráz a odběrná věž
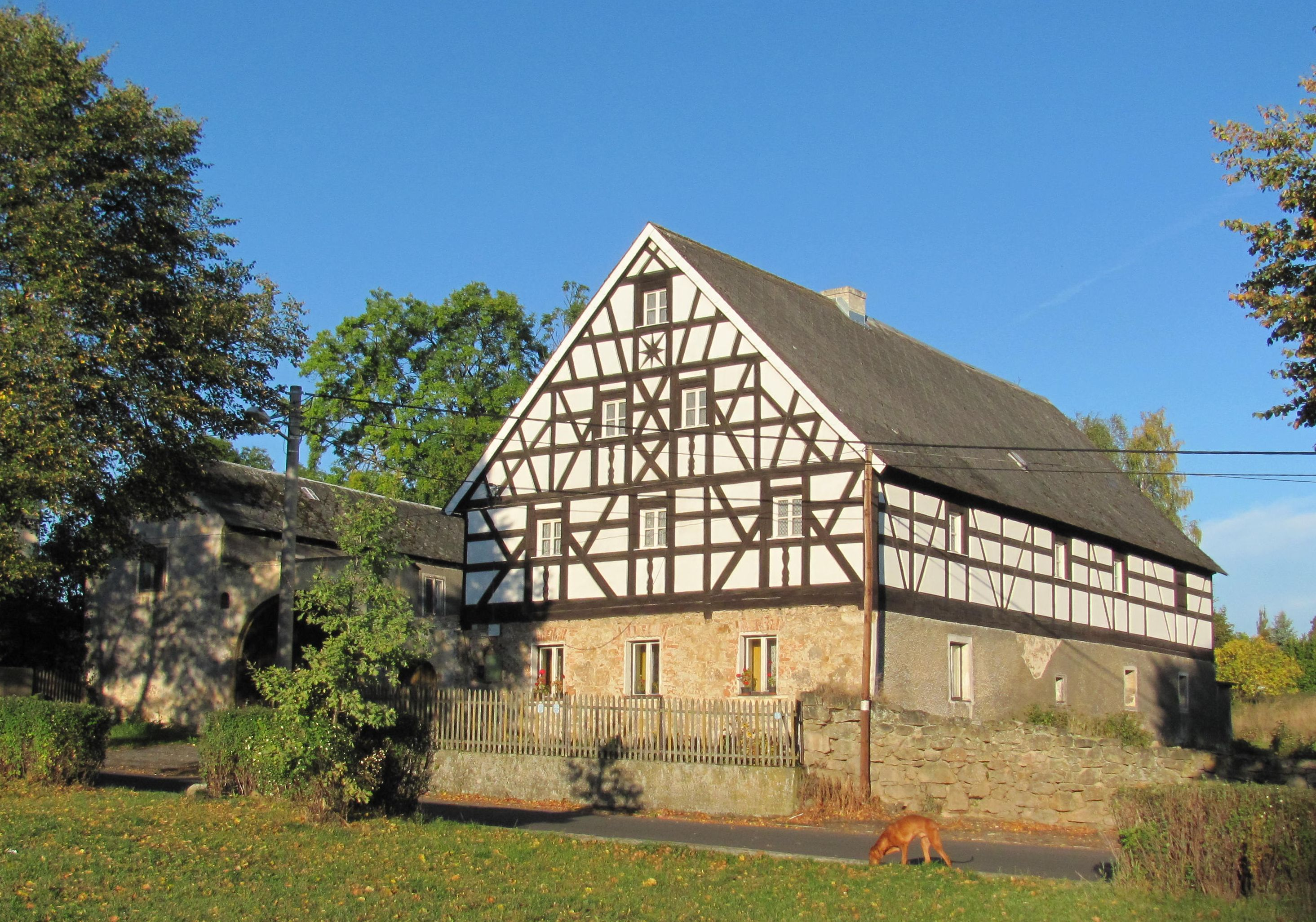
Stanovice, hrázděný dům čp. 72 (2012)
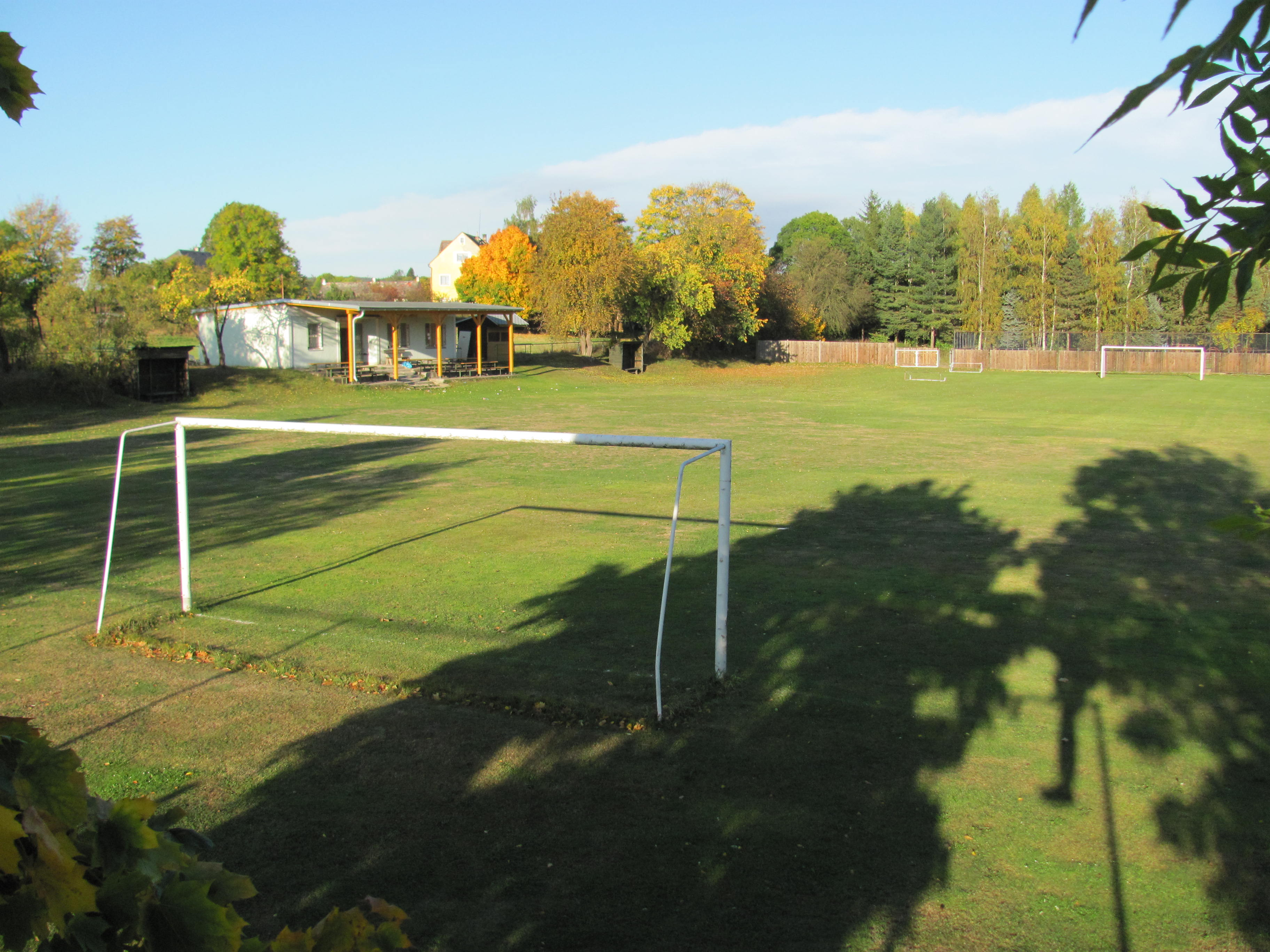
Stanovice, fotbalové hřiště s kabinami a krytou tribunou(2012)
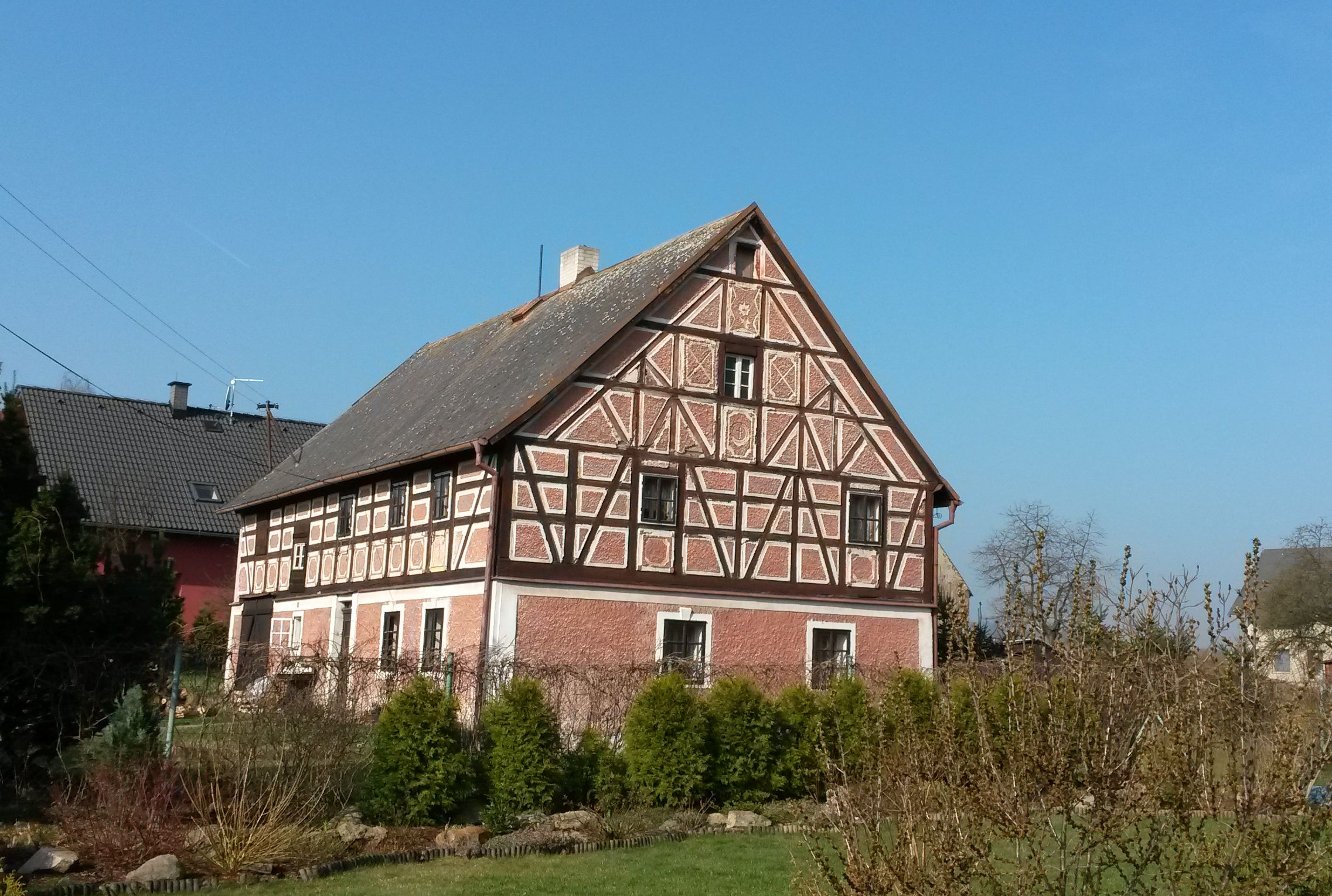
Hrázděný dům Stanovice 69